# Мерфи, Бобби
Роберт Корнелиус Мерфи (англ. Robert Cornelius Murphy, род. 19 июля 1988, Манила, Филиппины) — американский предприниматель и инженер-программист, является соучредителем и техническим директором Snap Inc., владеющей мессенджером Snapchat, созданной совместно с Эваном Шпигелем и Реджи Брауном в бытность студентами Стэнфордского университета.
В 2014 году Мерфи был назван одним из 100 самых влиятельных людей года по версии Time. В 2015 году по версии Forbes Мерфи был первым в списке миллиардеров в мире и вторым по возрасту наиболее молодым миллиардером.

## Образование
Мерфи ококончил в 2010 году Стэнфордский университет со степенью бакалавра математических и вычислительных наук. Вместе с Шпигелем и Брауном он состоял в университетском братстве Каппа Сигма.

## Карьера
Мерфи был привлечен к работе над будущим Snapchat Шпигелем после их совместного неудачного стартапа для абитуриентов. В 2011 году Мерфи стал соучредителем приложения для обмена исчезающими изображениями, названного Picaboo и ставшего впоследствии Snapchat. Параллельно Мерфи работал инженером-программистом в Revel Systems, используя свою зарплату для финансирования расходов на Snapchat — пока расходы сервиса не привысили возможности основателей и не потребовали привлечения венчурного капитала.
Мерфи возглавил в Snapchat инженерную и исследовательскую команды, а также работал с командой Snaps Labs, выпустившей в 2018 году очки Spectacles. К моменту IPO Snapchat в 2017 году, Мерфи и Шпигель владели совместно более чем 45 % акций компании, включая более 70 % голосующих акций.
В феврале 2017 года Мерфи и Шпигель обязались в течение 15-20 лет передать до 13 000 000 акций класса А в созданный ими фонд Snap, предназначенный для поддержи искусств, образования и молодёжных некоммерческих организаций.
В 2015 году он был записан 1250-м в списке самых богатых людей в мире по версии журнала Forbes, а также занимал 15 позицию в рэнкинге самых богатых предпринимателей США моложе 40 лет. В 2016 году он занял 374 строчку в рейтинге Forbes 400.